# Mihai Botez (gimnastyk)
Mihai Botez (ur. 31 maja 1922 w Oradei, zm. 8 grudnia 2011 w Aradzie) – rumuński gimnastyk, uczestnik Igrzysk Olimpijskich 1952 w Helsinkach. Na igrzyskach olimpijskich zajął 124. miejsce w wieloboju gimnastycznym. Uprawiał judo, w 2008 roku wystąpił w mistrzostwach weteranów mając 86 lat.